# حشره‌خوار فرابوم آسیایی
حشره‌خوار بلندی‌های آسیایی یا حشره‌خوار فرابوم آسیایی (نام علمی: Suncus montanus) نام یک گونه از سرده حشره‌خوارهای مشکین است.